# Kirche Glaubten (Zürich-Affoltern)

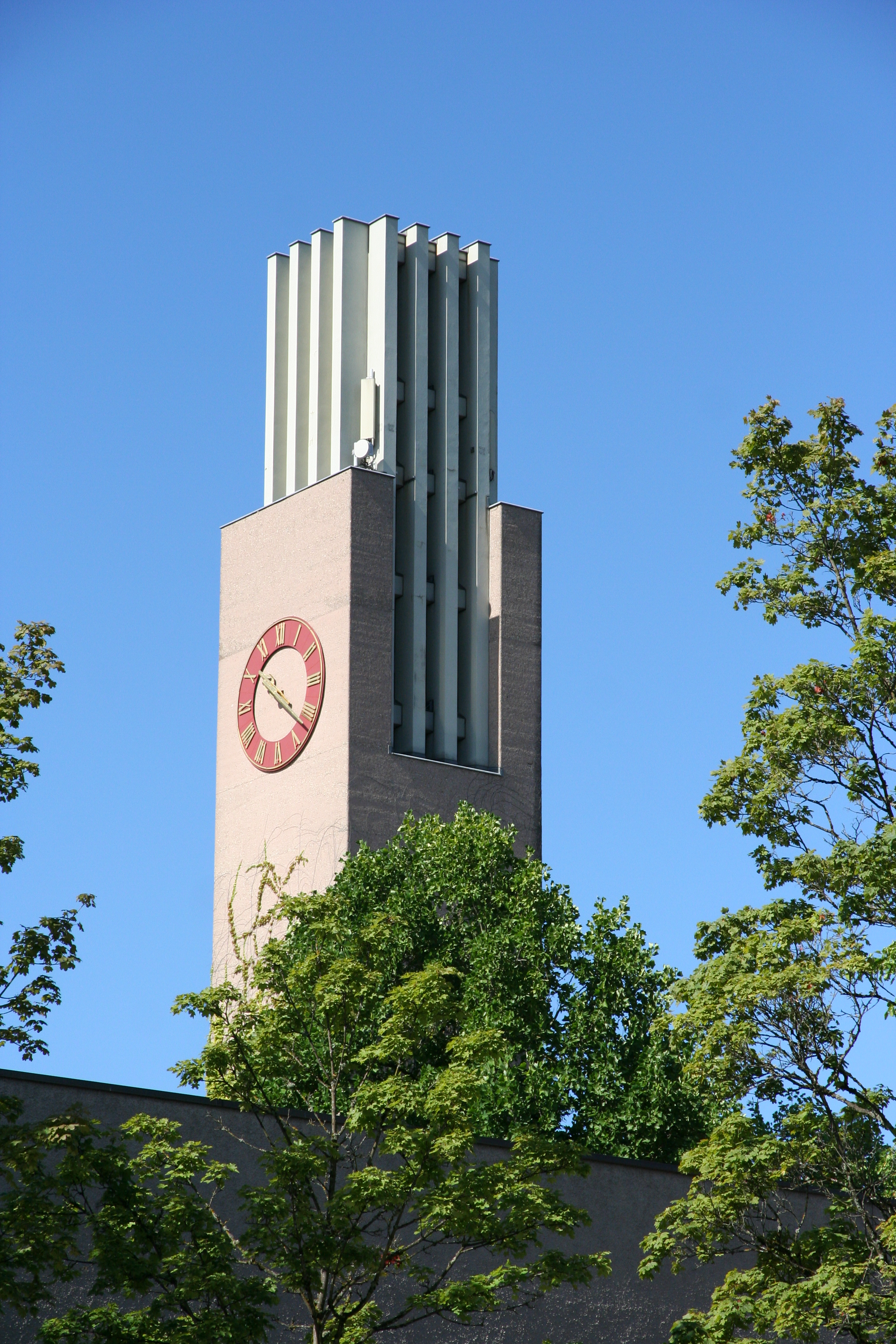
Turm der Kirche Glaubten

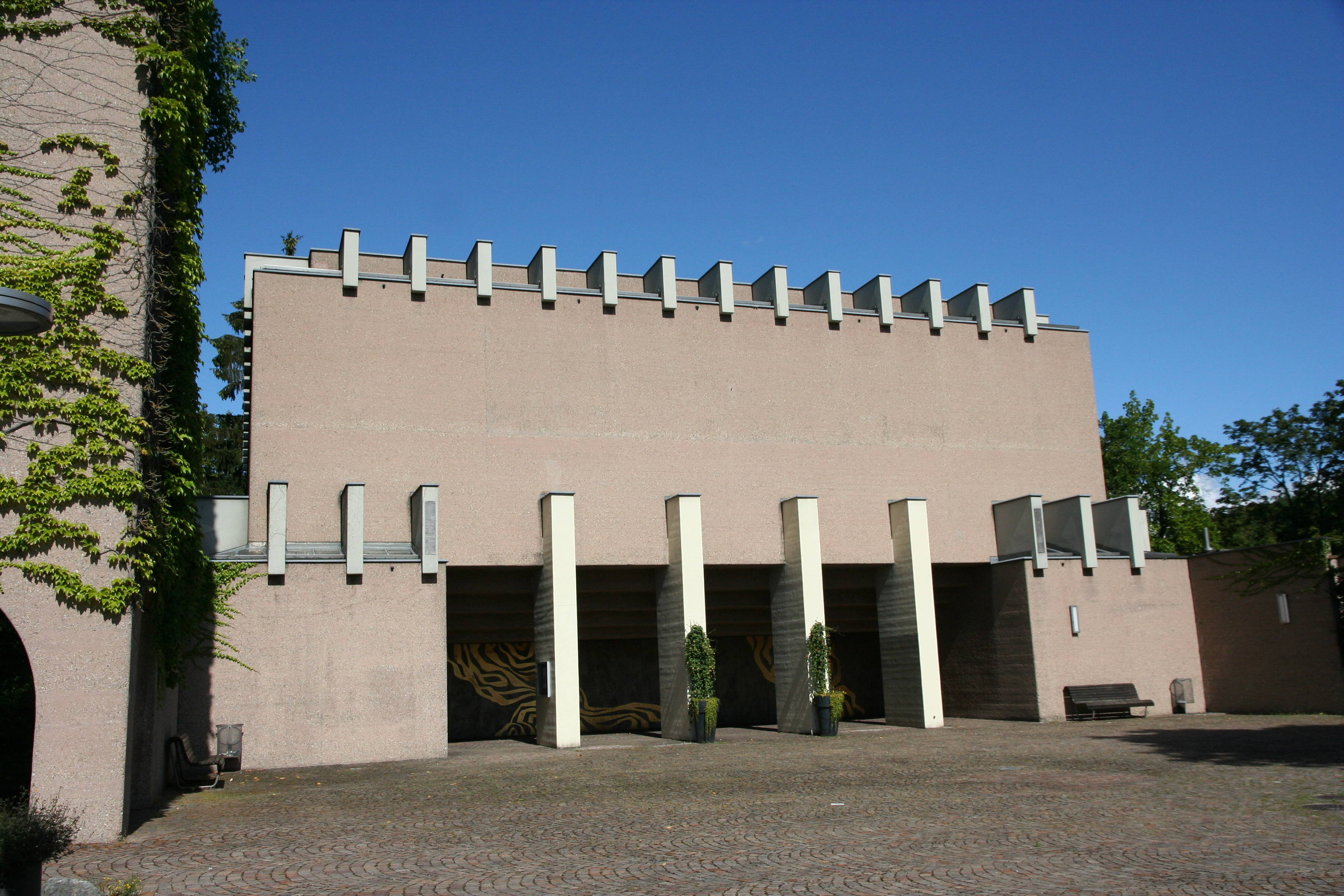
Kirche Glaubten

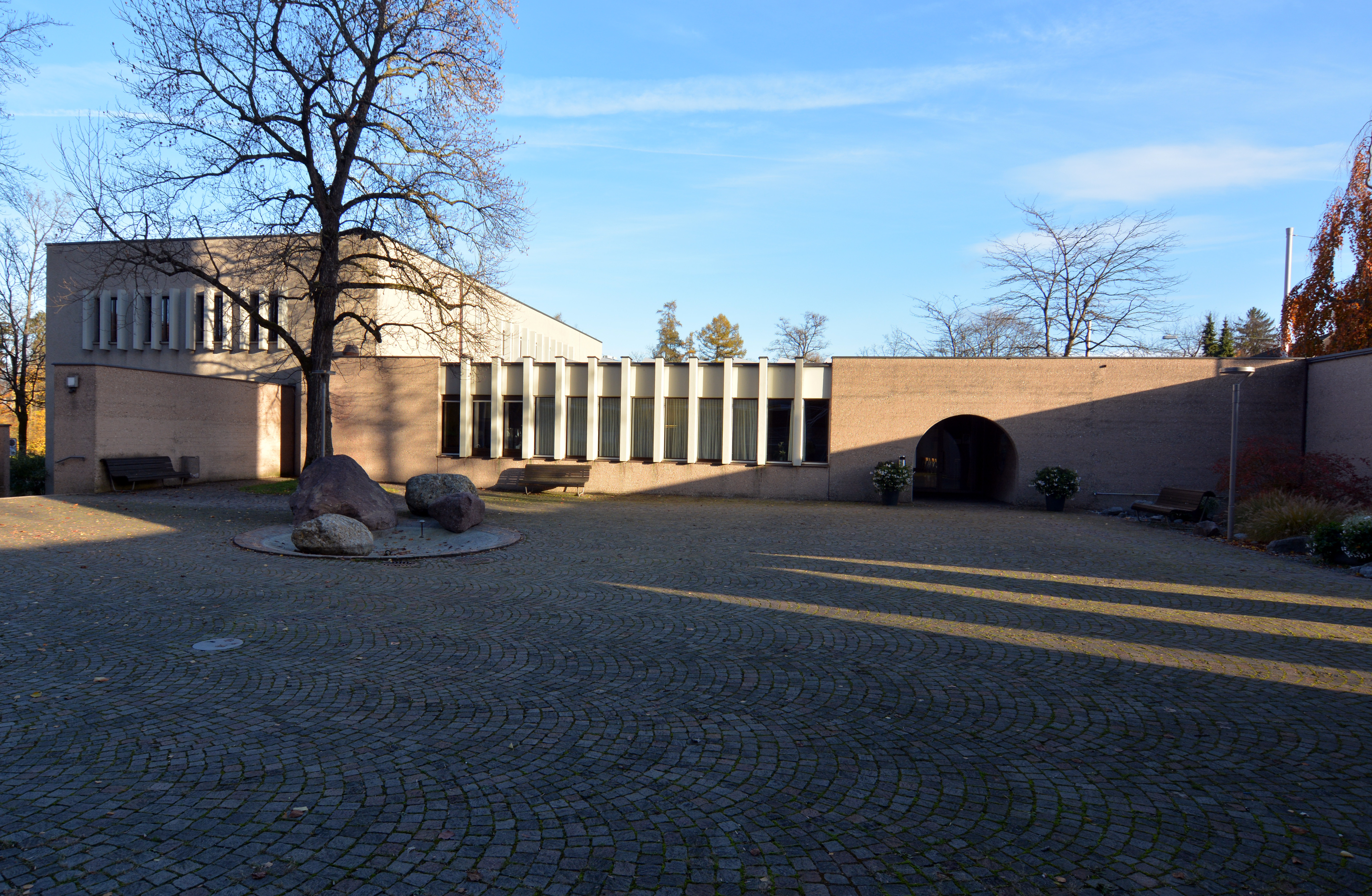
Kirche Glaubten

Die Kirche Glaubten ist eine evangelisch-reformierte Kirche in Affoltern, einem Quartier der Stadt Zürich und wurde nach den Plänen von Esther und Rudolf Guyer errichtet. Sie steht an der Riedenhaldenstrasse an der Kreuzung Wehntaler-  und Binzmühlestrasse.

## Geschichte
Als sich Affoltern im 20. Jahrhundert von einem Dorf zu einem Quartier der Stadt Zürich entwickelte, musste auch die Infrastruktur angepasst werden. Die mittelalterliche Kirche Unterdorf, die am Rande des gleichnamigen historischen Ortsteils steht, befand sich aufgrund der vielen Neubauten nicht mehr im Zentrum von Affoltern. Deshalb entstand im Jahr 1938 auf dem Gelände der heutigen Kirche Glaubten ein Kirchgemeindehaus mit einem Saal, in dem auch Gottesdienste gefeiert werden konnten. 1965 wurde ein öffentlicher Projektwettbewerb für einen Neubau einer Kirche in Affoltern ausgeschrieben und in den Jahren 1971–1972 entstand die heutige Kirche Glaubten nach Plänen der Architekten Esther und Rudolf Guyer.

## Baubeschreibung

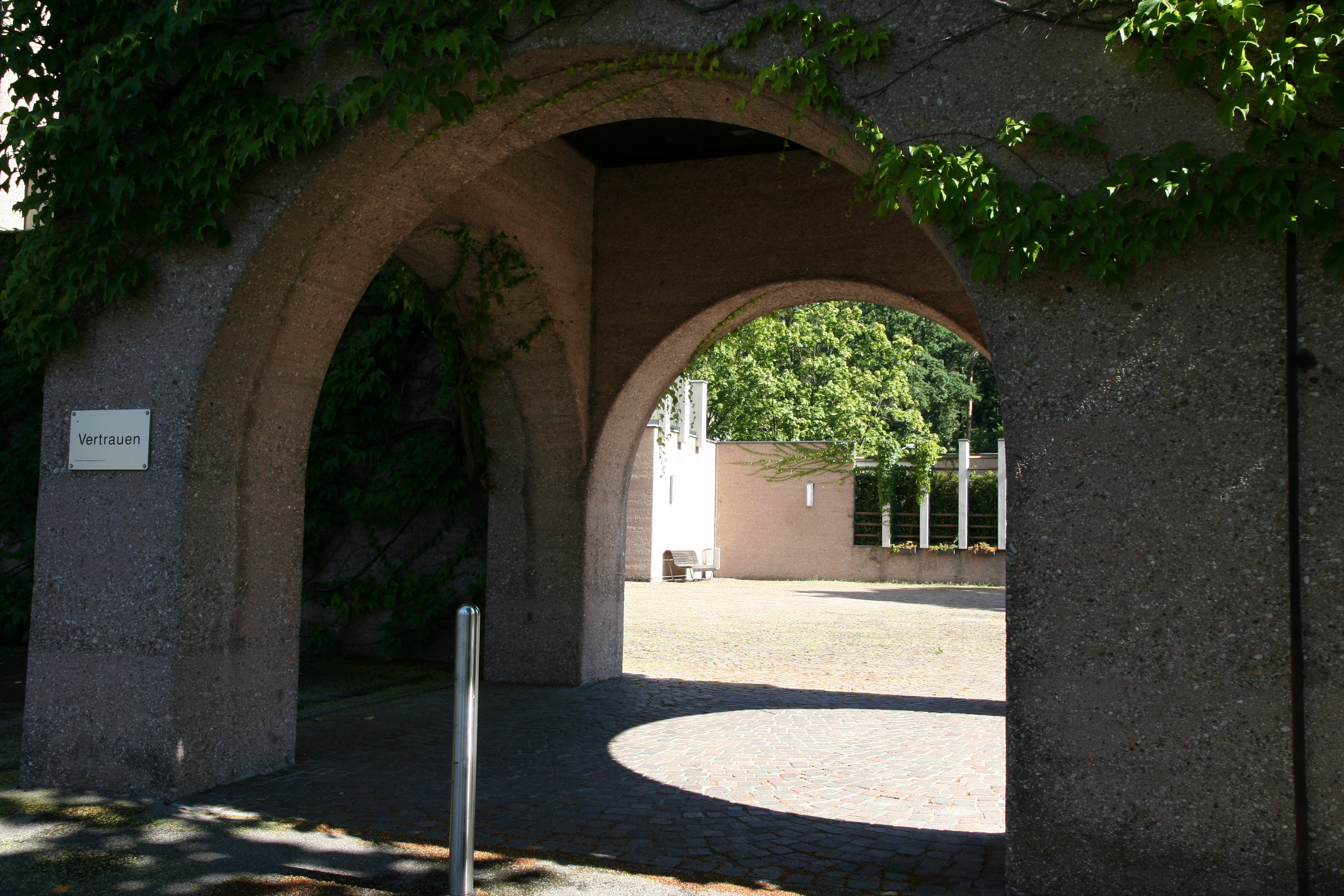
Eingang zum Innenhof

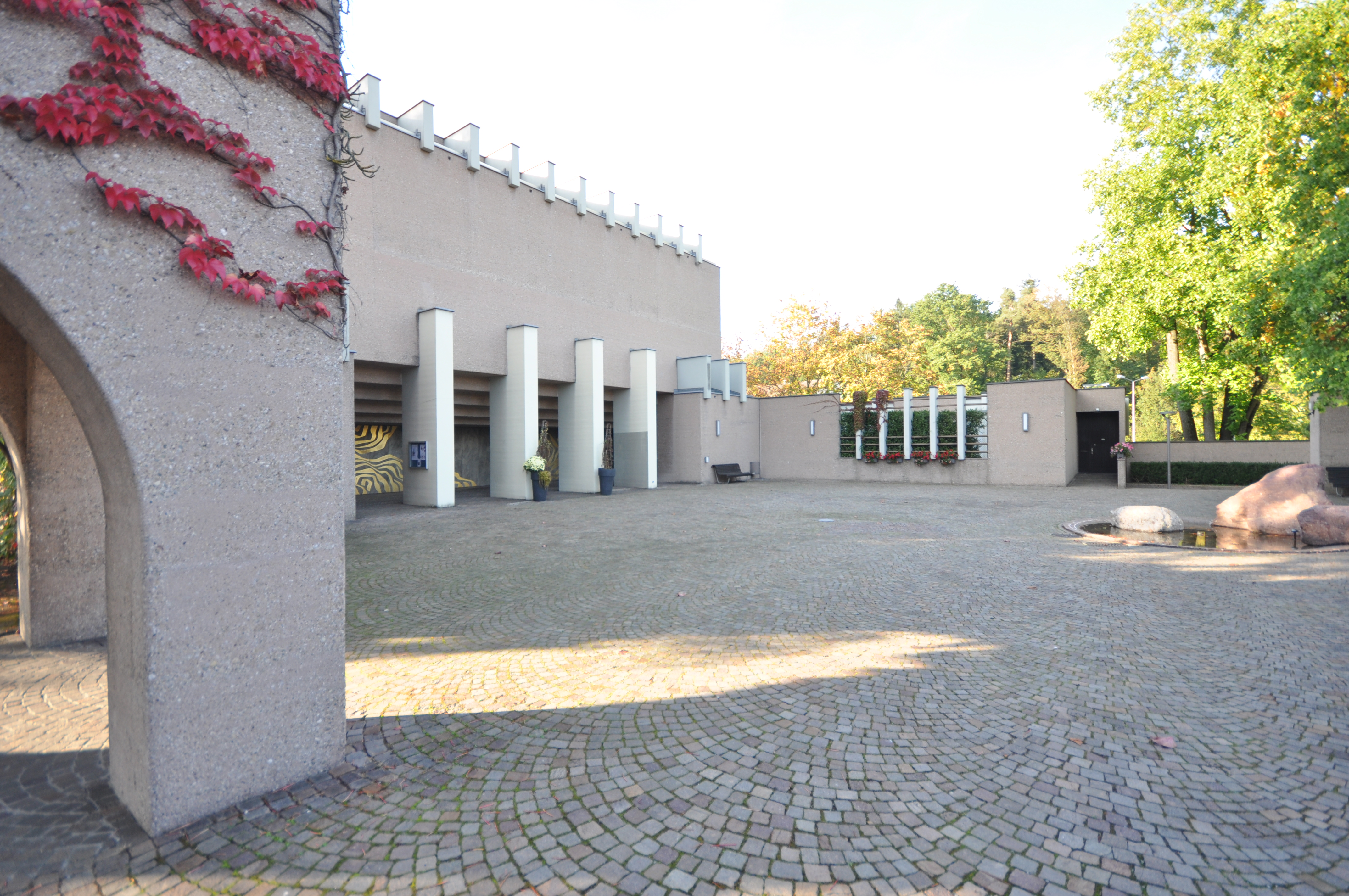
Kirche Glaubten, Hof

An der vielbefahrenen Wehntalerstrasse erhebt sich der quadratische Turm der Kirche Glaubten und verweist auf den Standort der Kirche. Das historisch anmutende Zifferblatt des Turms kontrastiert mit der modernen kubischen Bauweise des Turms und des Gebäudeensembles. Um die Kirche und das Kirchgemeindehaus vom Lärm der Strassen abzuschirmen, konzipierten die Architekten Esther und Rudolf Guyer die Kirche mit den weiteren Gebäudeteilen als geschlossenes Ensemble, das sich um einen ummauerten Kirchenplatz gruppiert. Durch einen Torbogen unter dem Kirchturm hindurch gelangt der Besucher in den abgeschirmten Innenhof, von dem man durch zwei Portale ins Innere der Kirche gelangt. Der kubische Kirchbau besitzt einen fast quadratischen Grundriss. Die Stühle sind in einem Halbkreis um den leicht erhöhten Altarraum gruppiert. Mittels zweier Lichtbahnen wird das Tageslicht ins Innere der Kirche geführt. Die abgetreppten Umfassungsmauern und die herunter gehängte Decke unterstützten den Effekt der Lichtführung zusätzlich. Von Moik Schiele und Bernard Schoderet stammen die Kunstwerke am Bau. Ins moderne Gebäudeensemble wurde das Kirchgemeindehaus von 1938 samt dem grossen Saal geschickt integriert.

## Orgel
Im Jahr 1972 erbaute die Firma Orgelbau Mühleisen & Cie, Strasbourg, die Orgel der Kirche Glaubten. Sie besass ursprünglich 36 Register auf 3 Manualen und Pedal, die Trakturen waren elektrisch. 1995 erfolgte eine Revision durch Norbert Stengele, Horgen. Hierbei erhielt die Orgel das Register Voix céleste. 2005 führte Orgelbau Kuhn, Männedorf, eine Revision durch und erweiterte das Instrument auf 43 Register. Bei der Generalrevision von 2013 durch Thomas Wälti, Gümligen, erhielt die Orgel einen neuen Spieltisch mit Lichtschranken an Stelle der elektrischen Kontakte.
Disposition:
| I Rückpositiv C–g3      |       |
| Rohrgedackt             | 8′    |
| Prinzipal               | 4′    |
| Blockflöte              | 4′    |
| Cornettino III          | 2 ⁄3′ |
| Superoktave             | 2′    |
| Gemsqinte               | 1 ⁄3′ |
| Zymbel III              | 2⁄3′  |
| Krummhorn               | 8′    |
| Tremulant (regulierbar) |       |

| II Hauptwerk C–g3 |        |
| Gedackt           | 16′    |
| Prinzipal         | 8′     |
| Koppelflöte       | 8′     |
| Gemshorn          | 8′     |
| Oktave            | 4′     |
| Hohlflöte         | 4′     |
| Quinte            | 2 ⁄3′  |
| Oktave            | 2′     |
| Terz              | 1 3⁄5′ |
| Mixtur IV         | 1 ⁄3′  |
| Trompete          | 8′     |

| III Schwellwerk C–g3    |       |
| Rohrgedackt             | 8′    |
| Prinzipal               | 4′    |
| Blockflöte              | 4′    |
| Cornettino III          | 2 ⁄3′ |
| Superoktave             | 2′    |
| Gemsquinte              | 1 ⁄3′ |
| Cymbel III              | 2⁄3′  |
| Krummhorn               | 8′    |
| Tremulant (regulierbar) |       |

| Pedal C–f1    |       |
| Prinzipalbass | 16′   |
| Subbass       | 16′   |
| Gedecktbass   | 16′   |
| Oktave        | 8′    |
| Spillflöte    | 8′    |
| Gedackt       | 8′    |
| Oktave        | 4′    |
| Mixtur IV     | 2 ⁄3′ |
| Posaune       | 16′   |
| Trompete      | 8′    |
| Clairon       | 4′    |

- Normalkoppeln I/II, III/I, III/II, I/P, II/P, III/P
- Spielhilfen: Registercrescendo, Pedaltutti, Tutti, 192fache Setzeranlage, Absteller alle Zungen, Absteller Zungen pro Manual, Absteller alle Mixturen, Absteller Mixturen pro Manual, Einzelabsteller für jede Zunge